# Los Lobos
Los Lobos (på dansk 'ulvene') er en amerikansk rockgruppe, dannet i 1974 i Los Angeles i USA af David Hidalgo (f. 1954), sang, guitar, harmonika, Cesar Rosas (f. 1954), sang, guitar, Conrad Lozano (f. 1952), bas, guitar og Louie Pérez (f. 1953), trommer. Gruppen spiller såkaldt tex-mex, dvs. rock blandet med texansk og mexicansk musik, som den har tilført elementer af folk, jazz og blues. Siden pladedebuten i 1983 har gruppen udsendt en række plader, blandt andre How Will The Wolf Survive? (1984) og Kiko (1992). Los Lobos' internationale gennembrud kom med musikken til den amerikanske film La Bamba (1987) om den amerikanske rocksanger og sangskriver Ritchie Valens.
1. ↑  Navnet er anført på bokmål og stammer fra Wikidata hvor navnet endnu ikke findes på dansk.